# Егорова, Галина Григорьевна
Галина Григорьевна Егорова (род. 1958, село Круглое, Азовский район Ростовской области) — российская певица, исполнительница народных песен, песен «ретро», вокальных произведений российских композиторов. Народная артистка Российской Федерации (2008).

## Биография
Закончила Ростовский музыкально-педагогический институт как руководитель народного хора, затем — ГМПИ им. Гнесиных по классу сольного народного пения профессора, народной артистки СССР Н.К. Мешко, ассистентуру-стажировку ГМПИ им. Гнесиных (1986).
Певицу отличает собственный исполнительский стиль, уникальность и разнообразие репертуара – от детского фольклора, былин, плачей, частушек до городских романсов и песен «ретро», камерных вокальных произведений российских композиторов, современных эстрадных песен.
Слушатели знакомы с творчеством Галины Егоровой по телепрограммам «Спокойной ночи, малыши!» (цикл народных музыкальных сказок), «Музыкальный киоск», «Играй, гармонь», «Пока все дома», «Голубой огонёк», телевизионным концертам мастеров искусств, телефильмам, посвящённым её творчеству, телепрограммам центральных каналов, музыкальным программам «Радио России», «Маяка», «Радио Ретро», «Радио Дача», «Говорит Москва», многих других радиостанций, циклу авторских радиопередач «Посидите, гости, побеседуйте», множеству фондовых записей.
Видеоклипы: «Кнопочки баянные», «Подари мне платок», «Колокольчик», «Ивушка», «Российская глубинка», «Разговоры», «За Победу!», мн. др.
Компакт-диски и аудиоальбомы: «Спокойной ночи, малыши», «Наша хата утехами богата», «Старая погудка на новый лад», «Забавушки», «Подари мне платок», «За Победу», «Любимые песни России» (1-3 выпуск), «Козынька и семеро козлят», «Российский мед», «Здравствуй, Дон!».
Концертные программы: «Будьте, песни мои, жгучей пламени», «Подари мне платок», «Любите Россию», «За Победу» (с оркестром им. Осипова), «Наша хата утехами богата», «Рождественская сказка», «Любимые песни России», «Песенные россыпи», мн. др.
Гастрольные поездки Галины Егоровой с успехом проходят во многих городах и регионах Российской Федерации — от Юга России до Сибири, Дальнего Востока, Якутии, республиках бывшего СССР — Казахстане, Белоруссии, Украине, Армении. Певица выступала с сольными концертами в 28 странах мира, в 1998—2004 гг. гастролировала в 50 городах Японии. В 2005 г. Галина Егорова и квартет «Русская музыка» представляли музыкальное искусство России в КНДР, в 2006 — в Тунисской республике, в 2007 г. — в Египте.
Певица принимает участие во множестве всероссийских и международных музыкальных фестивалей — «Московская осень», «Дни славянской письменности и культуры», «Любовь моя, поющая Россия», «Славянский фестиваль в Сибири», Всероссийский фестиваль народного творчества, Международный фестиваль детского творчества «Музыкальная радуга», Дни культуры РФ в Казахстане, Таджикистане, Киргизии.

## Награды и звания
- Лауреат III Всероссийского конкурса исполнителей народной песни (1985)
- Лауреат Международного конкурса исполнителей фольклора (1991)
- Заслуженная артистка Российской Федерации (6 июля 1994) — за заслуги в области музыкального искусства
- Народная артистка Российской Федерации (2008)[1]
- Также её деятельность по популяризации народной музыкальной культуры отмечена почётной грамотой ГД РФ, почётной грамотой им. Ю. Гагарина Центра подготовки космонавтов РФ, почётными грамотами и благодарностями региональных министерств, органов культуры субъектов РФ (Ростовской, Иркутской областей, Красноярского края, Республики Якутия)